# 千种植物项目
千种植物项目（英語：1KP project）是由加拿大科学家在2008年11月发起，由深圳华大基因研究院负责对1000多种植物包括藻类、陆地及水生植物进行测序。目前已有多个科研团体参与这个项目。项目的所有测序数据将会通过公共渠道公开，尤其是美国国家生物技术信息中心（NCBI）或其他公开网站。

## 应用
免费在线的Blast比对平台（Blast  for OneKP Project），提供在线Blast分析服务。该平台包括5个blast工具，即blastn、tblastn、tblastx、blastp、blastx，可针对性的选择参考物种数据集。

## 后续
万种植物项目（英語：10KP project）是其后续项目。